# René de Martimprey
René de Martimprey est un écrivain français.

## Œuvres
- Contes de vénerie - 1928

- Prix Montyon de l'Académie française
- Au retour de la chasse  - 1932

- Prix Montyon de l'Académie française
- Le carrefour du Grand-Maître - 1935

- Prix Montyon de l'Académie française
- La Vénerie contemporaine anecdotique - 1937
- Drames de chasse et d'amour, sous Louis XV, sous la Terreur - 1929